# 781 (numero)
Settecentottantuno (781) è il numero naturale dopo il 780 e prima del 782.

## Proprietà matematiche
- È un numero dispari.
- È un numero composto con 4 divisori: 1, 11, 71, 781. Poiché la somma dei suoi divisori (escluso il numero stesso) è 83 < 781, è un numero difettivo.
- È un numero semiprimo.
- È un numero omirpimes.
- È un numero odioso.
- È un numero fortunato.
- È un numero di Ulam.
- È un numero congruente.
- È un numero intero privo di quadrati.
- È un numero palindromo e un numero a cifra ripetuta nel sistema di numerazione posizionale a base 5 (11111).
- È un numero palindromo ed è anche un numero ondulante nel sistema di numerazione posizionale a base 19 (232) e in quello a base 26 (141).
- È un numero poligonale centrale.
- È parte delle terne pitagoriche (781, 2460, 2581), (781, 4260, 4331), (781, 27720, 27731), (781, 304980, 304981).

## Astronomia
- 781 Kartvelia è un asteroide della fascia principale del sistema solare.
- NGC 781 è una galassia spirale della costellazione dell'Ariete.

## Astronautica
- Cosmos 781 è un satellite artificiale russo.

## Altri ambiti
- Route nationale 781 è una strada statale della Francia.